# Jazda kulturalna
Jazda kulturalna – magazyn kulturalny nadawany w Telewizji Polskiej w Programie Drugim od 12 marca 1999 do 9 czerwca 2004 roku.
Program początkowo nosił nazwę "Weekend kulturalny w Dwójce" i był 20-minutowym tygodnikiem nadawanym w każdy piątek o 17.10. Jesienią nazwę i formułę programu zmieniono i od wydania z 11 września 1999 roku program był zatytułowany "Jazda kulturalna" i trwał około 40-50 minut. W 2000 roku emisję tego programu przeniesiono na sobotę na godzinę ok. 17.00-17.20 i około 10.00-11.00. Około 2002 roku audycję przeniesiono na środy i skrócono do 30 minut. W następnym roku program przeniesiono na czwartki, a długość wydań wahała się pomiędzy 25 a 50 minut. Po wakacjach 2004 roku program już nie wrócił.
Jazdę kulturalną prowadziła Agnieszka Iwańska najczęściej na zmianę z Andrzejem Nejmanem i Piotrem Szwedesem, a w późniejszych latach program prowadził m.in. Jarosław Kulczycki i Michał Karnowski. W programie zapowiadano premiery kinowe, teatralne, książkowe, a także wystawy w różnych galeriach sztuki. Lektorem materiałów filmowych na temat ww. zapowiedzi był Dariusz Odija. Do programu wystarczyło zadzwonić lub napisać e-maila, by otrzymać m.in. gadżety związane najczęściej z danym filmem lub bieżącym omawianym wydarzeniem, jak np. urodziny Polskiego Radia, o których mówiono w wydaniu z 4 listopada 2000 roku. Do programu zapraszano najczęściej dwóch gości związanych z tematyką danego wydania programu.
Jeśli chodzi o wystrój studia wyglądało ono jak przedział w pociągu utrzymane w pomarańczowo-zielono-czerwonej kolorystyce. Na ścianie obok stanowiska prowadzących widoczne było okno, na którym był nałożony bluebox/greenbox i wyświetlany na nim zapętlony widok z pociągu, a także podkładany zapętlony dźwięk jadącego pociągu. Na środku studia był umieszczony wielki stół, na którym umieszczone były wszystkie przedmioty i gadżety związane z tematami omawianymi w danym wydaniu programu, a także przedmioty związane z gośćmi danego odcinka programu, a gośćmi byli m.in. Krystyna Janda, Maria Seweryn, Urszula, kabaret OT.TO., muzycy z Lady Pank, Jacek Kaczmarski, Nina Andrycz, Natalia Kukulska, Wiesław Gołas, Bogusław Linda, Jan Nowicki.
Była też druga wersja studia, bardziej modernistyczna. Studio było niebiesko-szaro-zielone. Obok prowadzących były dwie wielkie niebieskie bloki ułożone równoległe do siebie, na których były płyty CD, miały one na krawędziach słynny suwak, obecny w czołówce i przerywnikach z napisem programu. Pomiędzy nimi była srebrna płyta w kształcie rakiety, na której był ekran, na którym wyświetlano obraz związany z gościem programu, a także był na niej też umieszczony zegar, ponieważ program nadawany był na żywo. W tej wersji także w centralnej części studia był stół, tym razem w kolorze stalowym, na którym, tak jak w drugiej wersji studia znajdowały się różne gadżety i przedmioty związane z tematami poruszanymi w danym wydaniu programu i gośćmi goszczącymi w tym wydaniu.